# Черневиці (Куявсько-Поморське воєводство)
Черневиці (пол. Czerniewice, нім. Schernhausen) — село в Польщі, у гміні Хоцень Влоцлавського повіту Куявсько-Поморського воєводства.
Населення — 1020 осіб (2011).
У 1975-1998 роках село належало до Влоцлавського воєводства.

## Демографія
Демографічна структура станом на 31 березня 2011 року:
|          | Загалом | Допрацездатний вік | Працездатний вік | Постпрацездатний вік |
| -------- | ------- | ------------------ | ---------------- | -------------------- |
| Чоловіки | 504     | 95                 | 355              | 54                   |
| Жінки    | 516     | 93                 | 309              | 114                  |
| Разом    | 1020    | 188                | 664              | 168                  |